# Zeit der Streitenden Reiche

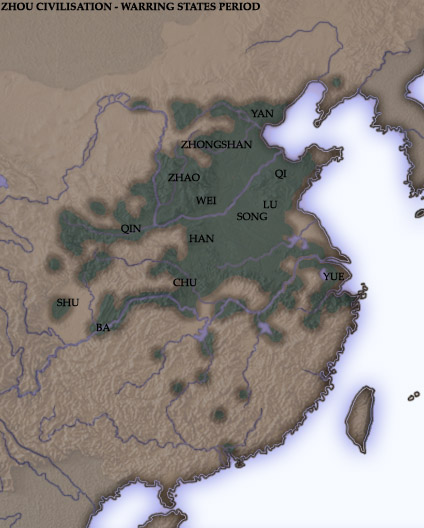
Die Streitenden Reiche um 350 v. Chr.

Als die Zeit der Streitenden Reiche (chinesisch 戰國時代 / 战国时代, Pinyin Zhànguó Shídài) wird die Zeit zwischen 475 v. Chr. und 221 v. Chr. in der chinesischen Geschichte bezeichnet.
Zu Anfang der Periode gab es 16 mächtige Fürstentümer. Etwa in der Mitte der Periode blieben sieben stärkere Reiche übrig, bis nach jahrelangen intensiven Kämpfen das Reich der Qin unter Ying Zheng (嬴政) die anderen Reiche unterwarf und China vereinte. Als erster chinesischer Kaiser regierte er seit 221 v. Chr. unter seinem neuen Namen Qin Shihuangdi. Qins Vereinigung Chinas gilt bei den Historikern als das Ende der Antike in China und als Beginn des Zeitalters der Kaiserdynastien.
Die Zeit der Streitenden Reiche war, wie auch die Periode davor, die Zeit der Frühlings- und Herbstannalen, eine Zeit der Umwälzung und der Veränderung. Traditionen wurden umgeworfen, neue Ideen entstanden. Die Konkurrenz zwischen den Staaten um bessere Technologien, Verwaltung und Ideen ließ Philosophie, Literatur und Wissenschaft aufblühen. Handel und Städte entwickelten sich zu bis dahin ungesehener Größe. Viele heutige chinesische Städte entstanden in dieser Zeit.

## Beginn
Die Aufteilung der Zeit von 770 v. Chr. bis zur Einigung Chinas durch die Qin-Dynastie im Jahr 221 v. Chr. in die beiden Perioden Zeit der Frühlings- und Herbstannalen sowie Zeit der Streitenden Reiche kann bis auf die Han-Dynastie zurückgeführt werden.
Diese Aufteilung ist jedoch eher traditioneller Natur, da der Übergang zwischen beiden Epochen fließend war: Zu Beginn der Zeit der Frühlings- und Herbstannalen war China ein von außen stark bedrohter, feudaler Zusammenschluss von hunderten kleiner Fürstentümer unter der Hoheit des Wang (Königs), der an Macht verloren hatte und durch einen starken Fürsten unterstützt werden musste, was sich im Amt des Hegemons widerspiegelte. Aus dem Zerfallsprozess des östlichen Zhou-Königtums gingen bis zur Mitte des 5. Jahrhunderts die Streitenden Reiche hervor: Wenige, mächtige Fürsten an der Außengrenze sicherten die nordchinesische Zentralebene vor ‚Barbaren‘ und rivalisierten zugleich um die Oberherrschaft, ohne dass noch eine Hegemonie möglich war.
Der Beginn der Zeit der Streitenden Reiche wurde mit verschiedenen Ereignissen verknüpft, welche in der ersten Hälfte des 5. Jahrhunderts v. Chr. stattfanden: Die Eroberung des Staates Wu durch den Staat Yue (473 v. Chr.), die Teilung von Jin in drei neue Fürstentümer (475–453 v. Chr.), ein dynastischer Machtwechsel in Qi (die de-facto-Herrschaft des Tian-Clans anstelle der Jiang-Fürstenfamilie festigte sich in der Zeit um 481 v. Chr.) sowie der Tod des Konfuzius im Jahr 479 v. Chr. Doch auch andere Kriterien wurden für die Unterteilung herangezogen, in der Song-Dynastie setzte das Geschichtswerk Zizhi Tongjian (資治通鑒, Zīzhì Tōngjiàn) die Teilung erst auf das Jahr 403 v. Chr.

## Geschichte
Zu Anfang der Periode existierten etwa 16 Fürstenstaaten. Das Königshaus der Zhou war zu dieser Zeit bereits weitestgehend in der Bedeutungslosigkeit versunken und nahm vor allem noch zeremonielle Aufgaben wahr. 403 v. Chr. bestätigte der Königshof allerdings die Aufteilung des mächtigen Staates Jin (晉) in die drei Nachfolgestaaten Wei (魏), Zhao (趙) und Han (韓). Neben diesen zählten die Staaten Qi (齊), Yan (燕), Chu (楚) und Qin (秦) zu den mächtigsten Parteien dieser Periode. Mit dem Namen Streitende Reiche sind hauptsächlich diese sieben Staaten gemeint.
Weitere Reiche waren eher klein und wurden bis 300 v. Chr. den großen einverleibt: In Luoyang, umgeben vom Staat Han, residierte das Königshaus der Zhou. Südlich von Qi lag der Staat Lu, Heimat des Denkers Konfuzius, abermals südlich der Staat Song, welcher das abgesetzte Königshaus der Shang bewahrte, und wo auch die bedeutendste Handelsstadt der Ära lag, Dingtao. Mehrfach von den großen Staaten umkämpft waren ferner die Staaten Wey, Zheng und Zhongshan.
|        |        |       |        |        |        |         |
| Chu 楚 | Han 韓 | Qi 齊 | Qin 秦 | Wei 魏 | Yan 燕 | Zhao 趙 |

Wei war der erste Staat, der gesellschaftliche Reformen einleitete. Allen voran wurde das Beamtensystem reformiert. So sollte ein Amt nicht mehr von Vater auf den Sohn weitergegeben werden, stattdessen sollten nur die fähigen Menschen ein Amt übernehmen. Dabei wurde nicht mehr auf Herkunft geachtet, so dass selbst Nichtadlige ein hohes Amt bekleiden konnten. Auch im Militär wurde die Tradition unterbrochen, der zufolge nur Adlige als Offizier dienen durften. Erstmals wurde ein Leistungsfaktor für die militärische Karriere obligatorisch eingeführt: Der Rang eines Offiziers wurde nach seinem Erfolg festgelegt – war er erfolgreich, wurde er in einen höheren Rang befördert, andernfalls degradiert. Selbst normale Soldaten konnten so in die Offiziersränge aufsteigen. Eine neue Agrarpolitik ermutigte die Bauern, mehr Getreide anzubauen. Außerdem wurde das Justizwesen reformiert und ein Gesetzesbuch ausgegeben. Dadurch sollte die Rechtsprechung vereinheitlicht werden.
Die Reformen in Wei bewirkten eine Stärkung des Staates, so dass Wei bald zum stärksten Staat wurde. Das Beispiel wurde sofort von den anderen Staaten nachgeahmt, allen voran Chu und Qin. Chu und Qin waren zwei Staaten am Rand des damaligen chinesischen Gebietes. Chus Zentrum befand sich südlich des Jangtsekiang. Es gehörte ursprünglich gar nicht ins Territorium von Zhou. Qin wurde erst zu Beginn der östlichen Zhou-Dynastie zu einem Fürstenstaat erhoben. Er befand sich an der nordwestlichen Grenze des Landes. Beide Staaten wurden damals als Halbbarbaren betrachtet und sogar belächelt. Qins Reform war am radikalsten. So wurde die Schollenbindung der Bauern an das Land aufgehoben, und das Belehnungssystem völlig abgeschafft. Stattdessen wurde das Land direkt an die Bauern verteilt. Damit wurden die Bauern aus der Leibeigenschaft befreit und erlangten persönliche Freiheit. Beamte wurden nicht mehr mit Land belehnt, stattdessen wurde ihnen ein Sold gegeben. Dieses System stärkte zugleich auch die Loyalität der Beamten, da sie ohne ihr Amt keine Lebensgrundlage mehr hatten. Der Militärdienst wurde besonders betont. Adlige, die keine militärischen Erfolge vorweisen konnten, verloren automatisch ihren Stand. Im Militärdienst wurde die Belohnung durch getötete Feinde bestimmt. Wer mehr Feinde tötete, bekam mehr Belohnung, die zum Beispiel auch in Form einer Erhebung in den Adelsstand ausgedrückt werden konnte. Auch hier wurde das Justizwesen reformiert. So galten die Gesetze nun für alle Menschen. Zwar genossen Adlige, und das heißt bei Qin jene, die besonders im Militärdienst ausgezeichnet waren, eine Milderung der Strafe, dennoch wurden auch sie mit gleichem Recht gemessen. Durch die Abschaffung des Lehnsystems musste die Verwaltung des Landes ebenfalls geändert werden. Dafür wurde die Verwaltungseinheit Landkreis (縣,  xiàn) eingeführt. Die Reformen legten den Grundstein für die spätere Einigung Chinas durch Qin.
Zur Mitte der Zeitperiode wurden alle kleineren Staaten von den Großen annektiert, so dass die Pufferzonen zwischen diesen Staaten wegfielen. Der Kampf zwischen ihnen wurde immer erbitterter geführt. Besonders die militärische Stärke von Qin wurde immer deutlicher, so dass zeitweise die anderen sechs Staaten Bündnisse gegen Qin schlossen. Durch geschickte Diplomatie, Einschüchterung, Bestechung und auf Grund von Opportunismus, Rivalitäten untereinander und Kurzsichtigkeit vieler Herrscher konnte Qin diese Bündnisse jedoch immer wieder sprengen.
247 v. Chr. kam der 13-jährige Zheng auf den Thron des Qin-Königs. Mit 22 erlangte er die volle Regierungsmacht und begann seinen Eroberungskrieg. 230 v. Chr. wurde Han als der schwächste Staat zuerst Opfer der Qin-Armee. 228 v. Chr. wurde die Hauptstadt von Zhao eingenommen und der König gefangen genommen. Ein Prinz konnte zwar flüchten und weiter Widerstand leisten, doch auch er wurde 222 v. Chr. gefangen. Ein Attentat auf den Qin-König, initiiert von dem Kronprinzen von Yan, nahm der Qin-König als willkommenen Anlass für den Angriff auf Yan. Yans Hauptstadt fiel 227 v. Chr. 225 v. Chr. griff Qin Wei an. Nach einer dreimonatigen Belagerung der Hauptstadt gab der König von Wei auf. 224 v. Chr. kam das im Süden liegende Chu an die Reihe. Als schließlich 221 v. Chr. Qins Armee in Qi einfiel, stieß sie kaum noch auf Widerstand.
Nach der Einigung des Landes ließ König Zheng sich zum Ersten Kaiser von China ausrufen und gründete die erste Kaiserdynastie der Qin.

## Wirtschaft
Während der Periode der Streitenden Reiche haben fast alle Staaten Reformen durchgeführt, die das Lehenssystem abschafften und die Bauern von ihrer Bindung an das Land befreiten. In der Landwirtschaft wurden die riesigen Farmbetriebe zusehends durch Familienbetriebe ersetzt. Dementsprechend musste auch das Steuersystem reformiert werden. Fortan mussten die Bauern je nach Landbesitz Steuern an den Staat entrichten.

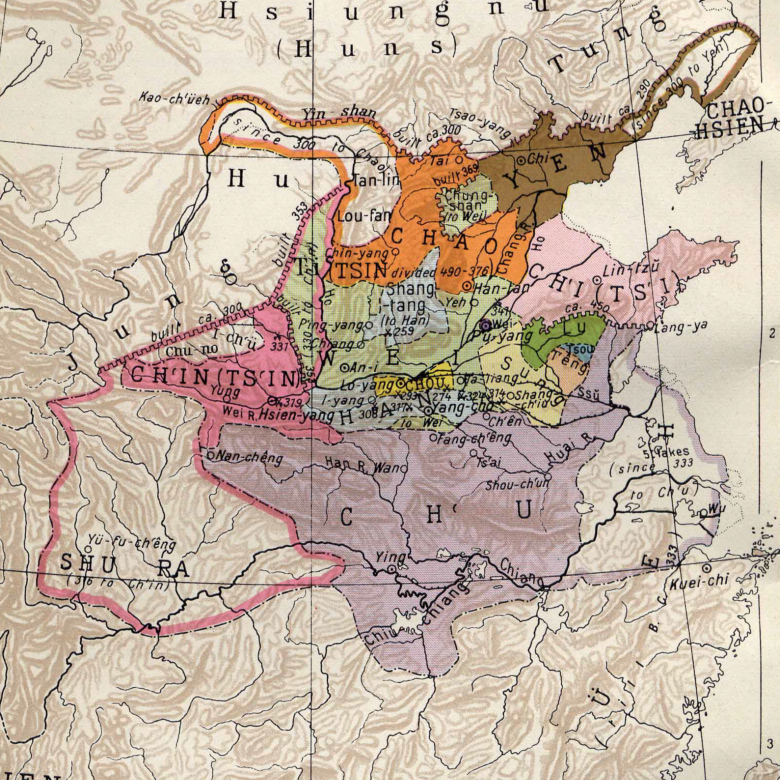
Die Streitenden Reiche um 350 v. Chr.

Eine besondere Blüte erlebte der Handel. Der Reichtum mancher Händler konnte mit dem der Könige verglichen werden. Sie unterhielten Handelsstationen und Informationsnetze in mehreren Staaten. Dem Händler Lü Buwei wurde sogar die Stellung eines Großwesirs von Qin angeboten. Zur Zeit der Streitenden Reiche wurden die ersten Messer- und Spatenmünzen geprägt.
Im Handwerk erlangten besonders Salz- und Erzgewinnung große Bedeutung.

## Wissenschaft und Technik
Die größte technische Erneuerung während der Zeit der Streitenden Reiche war die Einführung von Eisenwerkzeugen. Nicht nur im Handwerk, sondern auch in der Landwirtschaft und in der Militärtechnik wurde Eisen der vorherrschende Werkstoff und löste die Bronze ab.
Aus der Zeit der Streitenden Reiche sind einige sehr bedeutende Bewässerungsanlagen erhalten geblieben, unter anderen die Dujiangyan-Anlage (都江堰,  Dūjiāngyàn), die bis heute das Frühlingshochwasser und die Sommertrockenheit von der Kesselebene von Sichuan abwendet. Teilstücke des großen chinesischen Kanals wurden bereits in dieser Zeit angelegt.
Zur Verteidigung gegen die Nomaden aus dem Norden haben die drei nördlichen Staaten Qin, Zhao und Yan eine Mauer errichtet. Sie bildet die Grundlage der späteren großen Mauer.
Zur Zeit der Streitenden Reiche entdeckten die Chinesen die Benutzung des Magneten zur Anzeige der Himmelsrichtung. Sie fertigten aus Magneteisen einen Löffel und platzierten ihn auf einer glatten Kupferplatte. Der Löffel wurde so geformt, dass sein Griff stets in Richtung Süden zeigte.
In der Medizin wurde die Anwendung der Akupunktur zum ersten Mal festgehalten.
Kriegführung war zu jener Zeit überlebenswichtig für die Staaten. Dementsprechend wurden damals viele Neuerungen in der Kriegsführung eingeführt. Durch die Befreiung der Bauern aus ihrer Gebundenheit an das Land sowie die Öffnung des Militärdienstes auch für sie stieg die Zahl der Fußsoldaten. Die Armee zu Fuß wurde die vorherrschende Truppengattung. Yan war der erste Staat, der die Kavallerie einführte, die Technik wurde von den Nomaden übernommen. Bald lösten die schnell beweglichen Reiter die Streitwagen ab. Während der Zeit der Streitenden Reiche wurde zudem eine frühe Form der Armbrust erfunden. Auch gab es Verbesserungen in den Belagerungs- und Verteidigungstechniken, die dazu führten, dass zum Beispiel Städte jahrelang belagert werden konnten.

## Kultur
Die Zeit der Streitenden Reiche war jedoch auch eine Blütezeit der chinesischen Philosophie. In einer Atmosphäre, in der die Fürstenhäuser miteinander um Macht, Technologien und Ideen konkurrierten, zogen viele Denker mit ihren Schülern und Gefolgschaften von Staat zu Staat, in der Hoffnung, einen Herrscher zu finden, der Gefallen an ihren Ideen fand. Viele dieser Philosophen waren auch begnadete Schriftsteller und haben zahlreiche Werke hinterlassen, die bis heute Unterrichtsstoff für das antike Chinesisch in den chinesischen Schulen sind.
Besonders hervorzuheben sind an dieser Stelle die Gedichte des Chu-Poeten Qu Yuan (340 v. Chr. bis 278 v. Chr.), dessen Werk für jene Epoche einzigartig ist. Statt der damals gängigen Gedichte aus nur vier Schriftzeichen und relativer Kürze schrieb Qu Yuan sehr lange und relativ freie Gedichte, die voller Emotionen sind. Von den etwa 20 ihm zugeschriebenen Gedichten sind vor allem Der Kummer der Trennung (離騷,  Lí Sāo) und Fragen an Himmel (天問,  Tiān Wèn) hervorzuheben. In Der Kummer der Trennung drückte er seinen Schmerz über die Trennung von seinem geliebten König aus. In Fragen an Himmel wird die Verzweiflung des verfolgten Dichters mit Fragen an den Himmel dargestellt. Die Gefühlsbetontheit der Gedichte ist für die damaligen Verhältnisse einzigartig.
Aus der Zeit der Streitenden Reiche stammen auch die ältesten Funde chinesischer Malerei.